# Sport à Limoges
 (avril 2024).

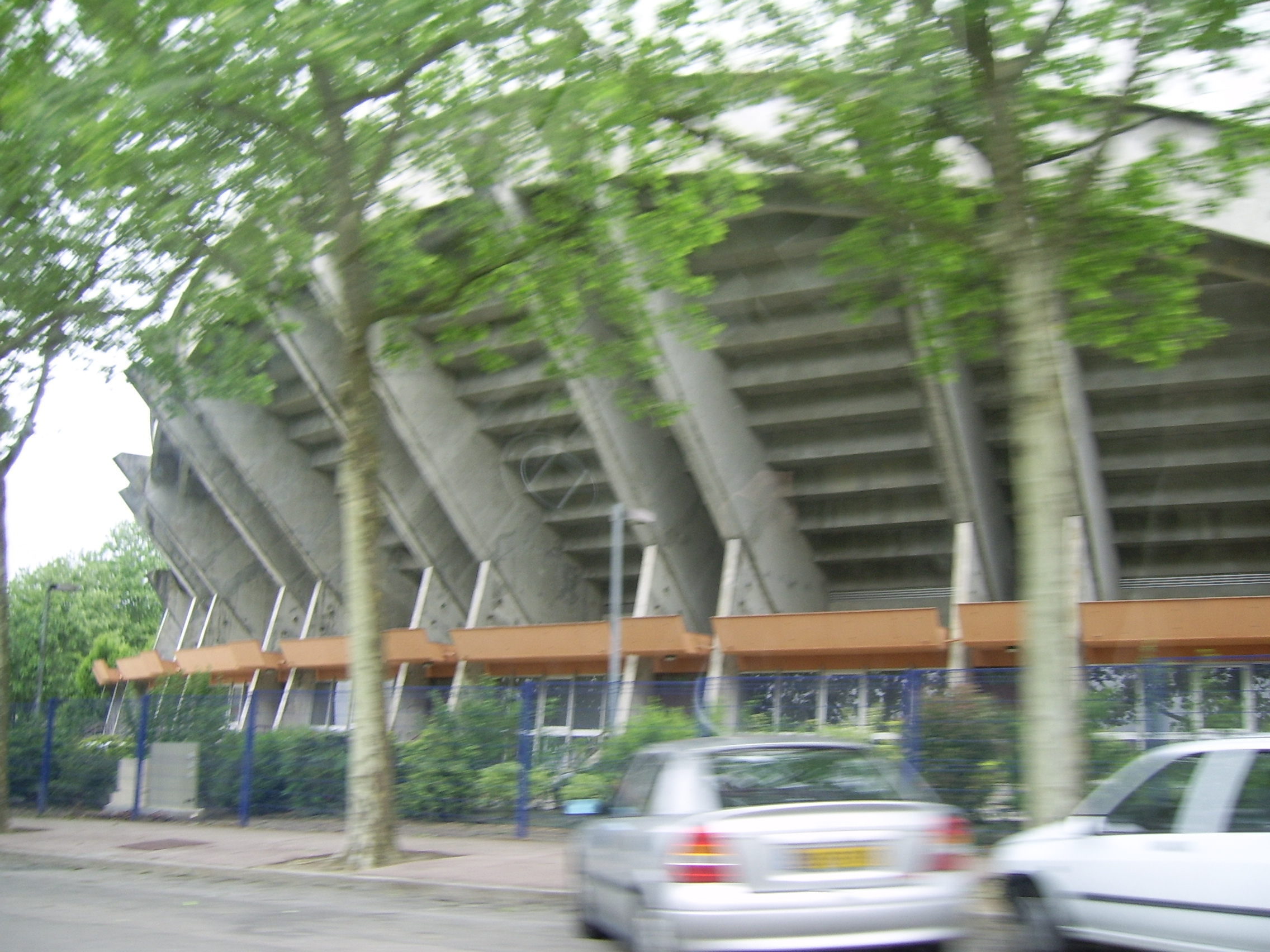
Le palais des sports de Beaublanc

La page sport à Limoges présente les activités et installations sportives de la ville française de Limoges située dans le département de la Haute-Vienne et la région Nouvelle-Aquitaine.

## Généralité

### Contexte et politique du sport

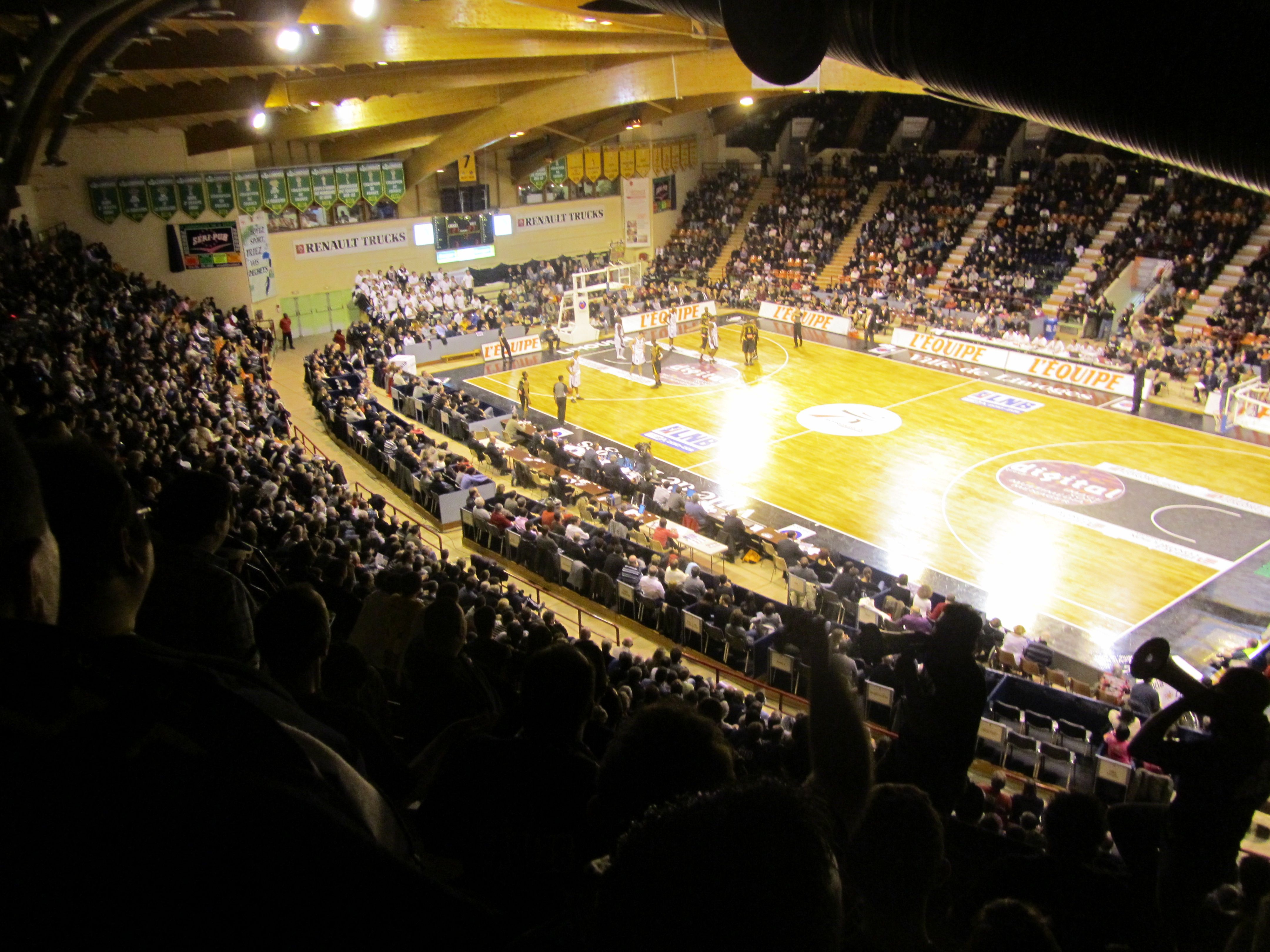
Le palais des sports de Beaublanc, antre du Limoges CSP, salle et club emblématiques de la ville.

L'histoire sportive récente de Limoges est marquée par les succès du club de basket-ball du Limoges CSP, champion d'Europe en 1993 et onze fois champion de France, qui a dominé le basket hexagonal dans les années 1990, et après un passage difficile dans les années 2000, a effectué depuis 2010, puis 2012, un retour dans l'élite française de ce sport.
Dans les autres disciplines, on peut observer l'effacement des clubs sportifs du plus haut niveau professionnel. Cette absence dans les élites du sport français est une chose rare, voire unique pour une ville de la taille de Limoges (140 000 habitants environ), et est vraisemblablement due à plusieurs facteurs étroitement liés :
- un choix politique : la municipalité a fait le choix de privilégier d'autres domaines, tels la culture, l'économie, l'éducation ou l'aménagement.
- un choix matériel : un budget plus faible entraîne une faiblesse dans les infrastructures et les choix de joueurs, bien que Limoges possède des équipements honorables
- un choix financier : les investissements étant plus faibles, les équipes ont du mal à se maintenir tant sur les plans économique et budgétaire que sportif, cela va de soi. Par exemple, lors de la saison 2007-2008 du Championnat de France de rugby Pro D2 2007-08, le club de rugby à XV limougeaud, l'USAL, possédait le plus petit budget du championnat, derrière des villes beaucoup moins importantes, comme Aurillac, Blagnac ou Oyonnax.

Comme précédemment dit, le fait qu'une ville de la taille de Limoges ne possède aucun club dans l'élite de son sport dans les trois des quatre sports collectifs principaux (football, rugby à XV, handball) est déjà rare, mais le fait qu'elle n'ait qu'un seul de ces clubs en seconde division est quasi unique. Seule Aix-en-Provence fait pareil en étant plus peuplée.
Si la ville de Limoges n'a pas toujours fait du sport professionnel un de ses grands axes de travail jusqu'à présent, elle a préféré mettre l'accent sur l'éducation et l'accompagnement physiques et sportifs, en entraînant plus de 30 000 sportifs licenciés, soit 20 % de la population, qui évoluent au sein de 310 clubs. La municipalité permet l'apprentissage et l'exercice de 72 sports différents au sein d'associations, de clubs et d'ateliers, ainsi que des camps de vacances situés à Saint-Trojan et au Lioran, et du centre de vacances du Mas-Éloi à Chaptelat. Se présentant comme une ville pionnière dans ce domaine, Limoges a développé semble-t-il avec succès des animations sportives gratuites, encadrées par des professionnels pour les habitants, enfants, adolescents, retraités (les « mercredis sportifs », « samedis d'éveil », « sportez-vous bien »).

### Les projets
Cependant, la municipalité, reconduite en 2008, a déclaré vouloir désormais mettre l'accent sur le sport, en association avec Limoges Métropole.
Les principaux projets sont :
- la création d'un centre aquatique et ludique, par la communauté urbaine Limoges Métropole, sur le site du Puy Ponchet, avec une ouverture programmée pour 2013. Les travaux sont entamés en janvier 2012, et l'infrastructure est finalement inaugurée en janvier 2015 par l'équipe municipale suivante.
- l'agrandissement du stade de Beaublanc avec la portée du nombre de places dans les gradins de 10 000 à 20 000 à la fin de la décennie 2010.
- la réalisation d'un vélodrome à Bonnac-la-Côte.

L'arrivée de la droite aux affaires en 2014 met sur le devant de la scène un nouveau projet d'infrastructure sportive, à savoir une nouvelle « arena » pour le basket-ball.

## Principaux clubs

### Sports collectifs
Quatre clubs dominent actuellement le sport collectif limougeaud en ce qui concerne le niveau d'évolution : le Limoges CSP Élite, le Limoges ABC et le Limoges rugby et Limoges Handball.
La vie sportive de Limoges reste fortement liée à l'ASPTT (initialement Association sportive des postes, télégraphes et téléphones), qui est aujourd'hui un club multi-sports municipal. L'ASPTT Limoges regroupe 3 000 adhérents dans 26 disciplines différentes.

#### Basket-ball
Le Limoges CSP, fondé en 1929, est sans doute le plus connu des clubs sportifs de la ville. Il est le club le plus titré dans ce sport, et est le premier club français tous sports confondus à avoir été sacré champion d'Europe, en 1993.
Les matchs à domicile sont joués dans l'enceinte du Palais des Sports de Beaublanc, situé boulevard de Beaublanc, près du parc des sports municipal. 
Le CSP a le palmarès suivant :
- Champion d'Europe : 1993
- Coupe d'Europe Korać : 1982, 1983, 2000
- Coupe d'Europe des vainqueurs de coupes : 1988
- Tournoi des As : 1988, 1990
- Champion de France Pro A : 1983, 1984, 1985, 1988, 1989, 1990, 1993, 1994, 2000, 2014, 2015
- Champion de France Pro B : 2001
- Coupe de la Fédération : 1982, 1983, 1985
- Coupe Robert Busnel : 1994, 1995, 2000, 2003

À la suite de problèmes judiciaires et financiers, le Limoges CSP a été dissous en 2004, et remplacé par le Limoges CSP Élite, intégré pour la saison 2004-2005 en Nationale masculine 1 (basket-ball) (3e division), évolue en Pro B depuis la saison 2006-2007, après avoir atteint la finale du championnat en 2006, perdue face à Poitiers. À noter que le CSP Élite est la plupart du temps appelé tout simplement « CSP ». De retour en Pro A après le titre de champion de Pro B en 2012, le club remporte un nouveau titre de champion de France en 2013-2014.
Il existe aussi une équipe féminine de basket-ball, le Limoges ABC, qui évolue en NF1, équivalent de la deuxième division. Le club a déjà évolué en première division, entre 1996 et 1998.
Le club de Limoges-Landouge-Basket (LB), basé à Landouge, quartier excentré de Limoges situé à l'ouest de la ville, évolue en NM3, équivalent d'une 5e division nationale.

#### Baseball
L'équipe séniors masculine de baseball « Limoges-Sparks » évolue en Régionale 2 Nouvelle-Aquitaine, pour la saison 2018-2019.

#### Football
Le Limoges FC a évolué pour la saison 2011-2012 en CFA (D5) dans le groupe G.

Le LFC, créé en 1947 de la fusion du Red Star Limoges, fondé lui-même par un ancien joueur du Red Star, et de la Section Athlétique Universitaire de Limoges, a évolué trois saisons en D1, entre 1958 et 1961, et a possédé au total trente années le statut professionnel, entre 1957 et 1987, date à laquelle le dépôt de bilan est obligatoire.
Dès lors, l'équipe ne fait que baisser dans les classements. Limoges est ainsi la seule ville de plus de 100 000 habitants avec Perpignan à voir évoluer son club de football le mieux placé dans une division régionale.
L'équipe féminine du Limoges Landouge Foot évolue en Division Honneur Ligue. Ses équipes Senior et 18 ans sont en Promotion d'Honneur Ligue.

#### Football américain
Les Phénix de Limoges, fondés en 1988, sont le club de football américain limougeaud prenant part au Casque d'argent, 3e division de ce sport importé en France en 1980.

#### Handball
Depuis 2020, le Limoges Handball évolue en Starligue, la 1re division professionnelle masculine. L'équipe réserve participe à la Nationale 2. Enfin, le Capo Limoges Handball prend part à la Nationale 3 masculine.
Côté féminin, Limoges est représentée en Nationale 1 par l'ASPTT Limoges Handball.

#### Hockey sur glace
Limoges a longtemps été une ville remarquée pour son club de hockey sur glace. Le Hockey Club de Limoges a été fondé en 1969, après les Jeux olympiques d'hiver de 1968, qui s'étaient déroulés à Grenoble. Le club s'entraîne dès 1982 dans la nouvelle patinoire municipale des Casseaux, ce qui lui permet d'accéder à la Division 2, qui correspond en fait à la troisième division du sport, puis en 2002 à la Division 1, antichambre de la fameuse élite, la Ligue Magnus.
- Rétrogradé en Division 3, le club, entre-temps renommé HCL - Taureaux de feu, a été liquidé par décision du Tribunal de Grande Instance de Limoges, le 9 juillet 2008.
- À la suite de ces événements, l'ASPTT Limoges ouvrit une section hockey sur glace afin de faire perdurer ce sport à Limoges. L'ASPTT Limoges hockey sur glace[8] évolue en Division 3 sous le surnom des « Taureaux de feu ».

#### Rugby à XV
Rugby à XV 
Le Limoges rugby, créé en 1902 (connu de 1902 à 1943 sous le nom d'AS Limoges puis de 1943 à 2008 en tant que USA Limoges), n'a jamais joué dans l'élite du rugby français. Le club a participé à deux reprises au championnat de Pro D2, entre 2003 et 2005, et entre 2006 et 2008. Rebaptisé Limoges rugby, le club évolue pour la saison 2018-2019 en Fédérale 2 (4e division nationale).
Le Limoges Étudiants Club, vice champion de France de rugby à XV de 2e série en 2018.

#### Volley-ball
Le Cercle Volley-ball Limoges 87 (CVL) possède deux équipes, féminine et masculine, évoluant toutes deux en Prénationale.

### Sports individuels

#### Cyclo-cross
Un cyclo-cross ci déroule, il a été le support de deux Championnats de France de cyclo-cross en 1952 et 2005, ainsi qu'une manche du Challenge la France cycliste de cyclo-cross en 2001.

#### Judo
Le principal club école de judo de la ville est le Racing Limoges Judo. Fondé en 1995, il propose aujourd'hui des cours de judo et taïso dans plusieurs gymnases de la ville (Dojo Robert Lecomte, Gymnase Henri Normand et Beaubreuil). 
Par ailleurs, l'Alliance Judo Limoges, club élite de la Haute-Vienne, a notamment permis à quelques judokas d'intégrer les équipes de France. Thierry Fabre en est le principal exemple, lui qui s'est emparé de la médaille de bronze aux championnats du monde 2010 à Tokyo. On pourra également dire que l'équipe féminine du club a pris la 3e place du championnat de France par équipes 1re division 2013.

#### Tennis
L'ASPTT propose une section tennis. Le Limoges Tennis Club Garden est l'autre principal club de la ville.

### Gymnastique
La Patriote Limousine et Jeunesses Coopératives (PLJC) est le club de gymnastique le plus important de Limoges. Fort d'une histoire de près de 125 ans, il a engagé avec les années 2000 une phase de fort développement. Premier club certifié petite enfance sur le département, il est une référence pour la pratique du sport des 2-6 ans.
Il a été un des acteurs principaux pour la réalisation de la salle spécifique de gymnastique sur le complexe universitaire de la borie ouverte en 2006. Cet équipement lui a permis de développer le secteur compétitif des plus de 6 ans. Le club qui compte 300 licenciés en 2010 s'entraine dans son gymnase avenue montjovis ainsi qu'au gymnase du domaine de La Borie.
Les Cadets et Cadettes de Saint-Michel (csm-limoges.fr) est l'autre club important de la capitale. Il est affilié à FSCF. Ses 250 licenciés, masculins et féminins, pratiquent la gymnastique à tous les niveaux dans une salle spécifique de près de 1 000 m2. Petite enfance, loisirs, compétitions régionales ou nationales... autant d'activités qui permettent aux adhérents de pratiquer le sport qui leur ressemble. L'équipe "Jeunesses" (10/14 ans) est championne de France 2011 en catégorie fédérale (élite). L'équipe "Ainées" (15 ans et plus)se classe 3e en 2012 en catégorie fédérale. À noter également le titre national de Elsa Magne qui est vice championne de France "Cadette" en 2012.L'association fête ses 100 ans en 2012.
C'est aussi avec le club de l'Elan Sportif et Elfes de Limoges (www.elansportif87.fr)  , que la gymnastique prend son envol. Les gymnastes féminines sont championnes de France FSCF par équipe en juin 2010. les plus jeunes ont remporté la médaille de bronze en 2011 - se classent 6e en 2012 dans la catégorie supérieure. et il faut noter également la présence dans les rangs du club d'une des meilleures gymnastes féminine FSCF (championne individuelle en 2005 et 2006 - médaille d'argent en 2007 et 2009- médaille de bronze en 2011-  vainqueur de la coupe de France FSCF en 2009 - 3e en 2010 - 2e en 2012 - sélectionnée en équipe de France FSCF en 2010 2011 et 2012 pour les jeux internationaux de la FICEP (multiple fois championne de France par spécialité). Le club compte près de 400 licenciés dans 8 disciplines différentes.
notons une suprémate Régionale en 2012, l'ESEL remportant 3 des 5 titres par équipes dans lesquels l'association était engagée, mais également le trophée toute catégories et les 11 podium régionaux individuels dont 5 titres.
De plus l'ESEL présente un effectif important, dispose de ses propres locaux dont une salle entièrement équipé gymnastique avec du matériel très récent. Les entrainements sont assurés par des cadres formés et diplômés. Les agréments service civique obtenus permettront de renforcer l'équipe d'encadrement complétée également d'un emploi spécifique attribué par le Ministère de la Jeunesse et des Sports (plan sport emploi)

## Sport étudiant
Le Limoges Étudiants Club se définit comme une fédération d'associations sportives, liée à l'Université de Limoges, ouverte aux étudiants comme aux autres. Elle rassemble environ 600 licenciés, et propose sur 9 disciplines sportives : athlétisme, escalade, tennis, vol libre, basket-ball, savate-boxe française, rugby à XV, naginatajutsu-kendo, volley-ball.

### Voile
L'association Mer Calme Voile Limoges a pris part à la 39e édition de la course croisière de l'Edhec qui s'est déroulée à Brest en avril 2007. Cette association regroupe des étudiants de la faculté de pharmacie, de la faculté de médecine et de l'ENSIL.

## Infrastructures

### Équipements sportifs

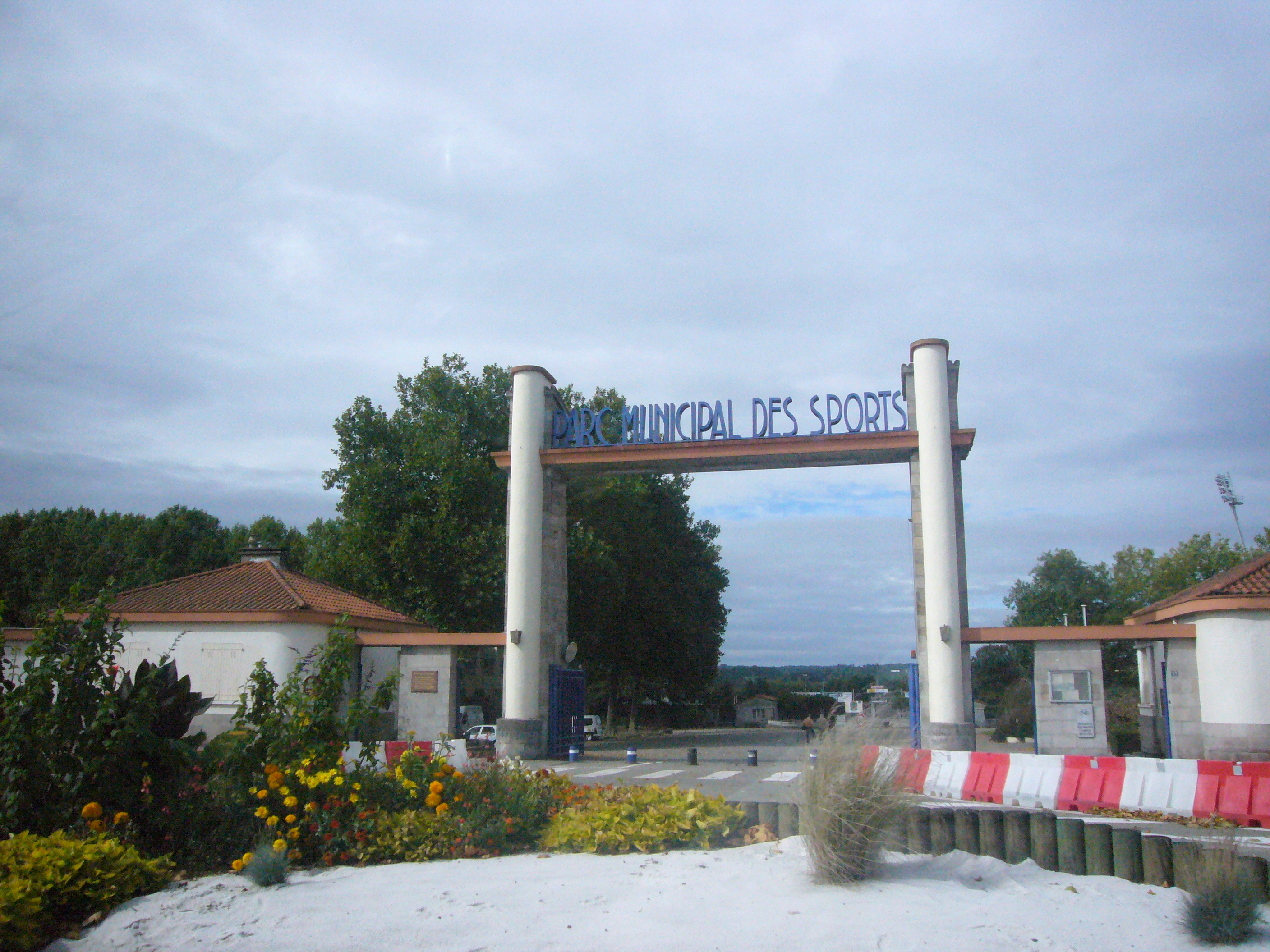
L'entrée du Parc des Sports de Beaublanc

Limoges est dotée d'un complexe sportif municipal basé à Beaublanc, composé de deux pistes d'athlétisme (6 et 8 couloirs), de 7 terrains annexes, d'une piscine couverte (25 m) et une extérieure (50 m), d'espaces verts, et du célèbre palais des sports de Beaublanc, antre du CSP.
Le club de football joue au Centre sportif de Saint-Lazare.
Limoges possède quatre piscines municipales intérieures : Beaublanc (plus une olympique en extérieur), Saint-Lazare, Beaubreuil, Les Casseaux. L'ouverture du centre aquatique d'ici à 2012 portera à 6 le nombre de piscines. Il existe une trentaine de gymnases sur le territoire communal, ainsi qu'un boulodrome, trois dojos, une salle d'armes, un mur d'escalade sur les bords de Vienne, deux skatepark, une patinoire (municipale en gestion déléguée), une base nautique et 50 terrains de grands jeux dont un de baseball.
Le golf municipal de Limoges Saint-Lazare a été ouvert sur le lieu de l'ancien aérodrome de Limoges-Feytiat, dans les années 1970.
La municipalité prévoit la rénovation du stade de Beaublanc avec une augmentation de la capacité d'accueil des gradins (de 10 000  à   20 000 places), présageant d'une volonté politique d'accession du club de rugby ou de football dans l'élite.
Le bois de la Bastide accueille un parcours de santé.

### Formation
Limoges possède un Centre de droit et d’économie du sport, qui dispense des formations uniques en France, et dépend de l'Université de Limoges. Le Centre d’Hébergement et d’Éducation des Organismes Professionnels et Sportifs, plus connu sous son sigle de CHEOPS, accueille des stagiaires.

## Manifestations
Limoges a accueilli de très nombreuses manifestations sportives plus ou moins importantes, dans de nombreux sports.
En cyclisme, le Tour de France a fait étape à plusieurs reprises à Limoges (ici liste reprenant les passages de la Grande Boucle)
Départ et arrivée du Tour du Limousin chaque année en août
Tour de France 1952, arrivée de la 20e étape, départ de la 21e étape ;
Tour de France 1960, arrivée de la 8e étape, départ de la 9e étape ;
Tour de France 1963, arrivée de la 7e étape, départ de la 8e étape ;
Tour de France 1967, arrivée de la 19e étape, départ de la 20e étape ;
Tour de France 1970, grand départ (prologue) et départ de la 1re étape ;
Tour de France 1977, arrivée de la 6e étape ;
Tour de France 1985, arrivée de la 20e étape ;
Tour de France 1988, arrivée de la 18e étape, départ de la 19e étape ;
Tour de France 1995, arrivée de la 18e étape ;
Tour de France 2000, arrivée de la 7e étape, départ de la 8e étape ;
Tour de France 2004, un jour de repos, départ de la 10e étape ;
Tour de France 2009, un jour de repos, départ de la 10e étape ;
Tour de France 2016, arrivée de la 4e étape, départ de la 5e étape.
En cyclo-cross, les Championnats de France de cyclo-cross se sont déroulés à deux reprises à Limoges,
- 1952
- 2004

ainsi qu'une manche du Challenge la France cycliste de cyclo-cross.
- 2001

Ville de basket, Limoges a logiquement accueilli de nombreuses rencontres et plusieurs évènements majeurs :
Turquie vs France (éliminatoires de l'Euro 2009)
Rugby à XV :
Finale de la Pro D2 2007-2008
Tennis
La ville a accueilli plusieurs matches de Fed Cup, et organise à compter de 2014 le 4e tournoi professionnel féminin français, l'Tournoi de tennis de Limoges.
Pétanque
Masters 2008
Championnats de France Handisport 2004

## Sportifs célèbres nés ou liés à Limoges
- Sébastien Puygrenier (1982), footballeur (défenseur central).
- Doriane Vidal (1976), snowboardeuse, médaillée d'argent en half-pipe à Salt Lake City lors des Jeux olympiques de 2002.
- Claude Mandonnaud (1950), nageuse, championne d'Europe 1966 du 400 m nage libre, 50 fois championne de France.
- Raymond Poulidor (1936), « l'éternel second », cycliste, vainqueur notamment du Tour d'Espagne 1964, du Paris-Nice 1972 et 1973, du Dauphiné Libéré 1966 et 1969, de 7 étapes du Tour de France, champion de France 1961, du Milan San Remo 1961, de la Flèche wallonne 1963, triple second du Tour de France en 1964, 1965 et 1974 et quintuple troisième en 1962, 1966, 1969, 1972, 1976.
- André Dufraisse (1926), cycliste, quintuple champion du monde et septuple champion de France de cyclo-cross.